# محمد القوماني

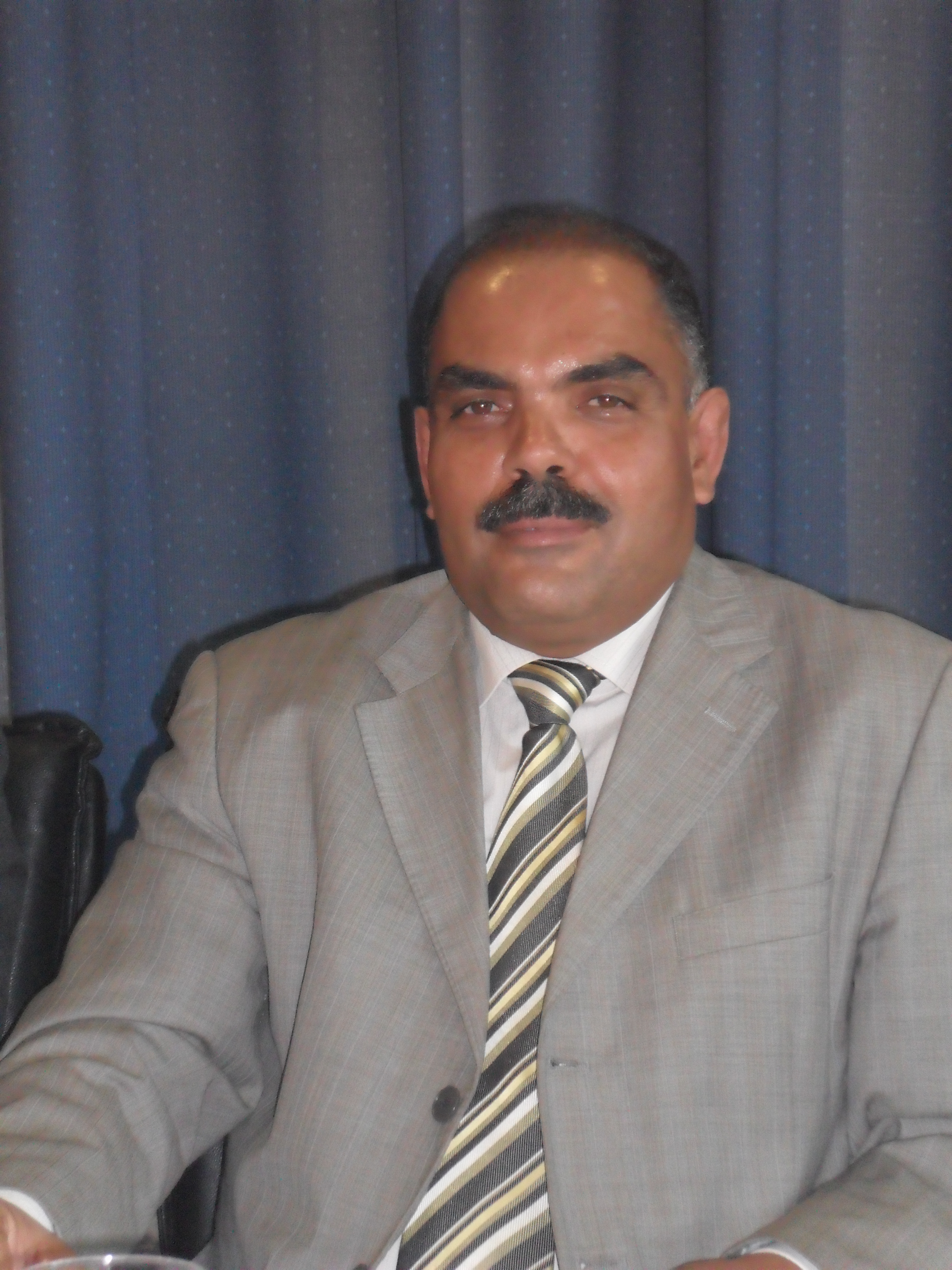
محمد القوماني

محمد القوماني (باجة، غرة أكتوبر 1960-)، سياسي تونسي. نشط منذ شبابه في تيار «الإسلاميين التقدميين» فكان عضوا في هيئة تحرير مجلتهم الفكر الإسلامي المستقبلي 15-21 ونشطا في منتدى الجاحظ. انضم عام 2001 إلى الحزب الديمقراطي التقدمي وشغل عام 2006 خطة الأمين العام المساعد كما تولى الإدارة المالية لجريدة الموقف التي كان أحد محرريها. استقال من الحزب عام 2009 على خلفية معارضته ترشح أحمد نجيب الشابي للانتخابات الرئاسية ، وأسس تيار الإصلاح والتنمية. تحصل التيار تحت اسم حزب الإصلاح والتنمية على التأشيرة في أفريل 2011 وفي أكتوبر رشح القوماني نفسه في انتخابات المجلس التأسيسي عن دائرة بن عروس وتحصل على 0.66% من الأصوات. في نوفمبر 2012 اندمج حزب الإصلاح والتنمية مع التيار الإصلاحي للحزب الديمقراطي التقدمي وبعض المستقلين في إطار التحالف الديمقراطي الذي اختير ليكون ناطقا رسميا له. في جانفي 2013 قبل القوماني مبدأ الدخول في الحكومة كوزير تربية ، خلافا لمقررات المجلس الوطني للتحالف فوقع فصله من الحزب. على عكس فتحي التوزري بعد خروجه من الحزب الجمهوري، لم يسند أي منصب حكومي للقوماني الذي فضلت عليه حركة النهضة في النهاية سالم الأبيض كوزير للتربية. بعد خروجه من التحالف أعاد القوماني إحياء حزب الإصلاح والتنمية الذي وسّع مكتبه السياسي بإدخاله لعدة شبان. على المستوى الجمعياتي نشط القوماني في الرابطة التونسية للدفاع عن حقوق الإنسان كعضو في هيئتها المديرة بين 1994 و2011 كما ترأس فرعها في منطقة السيجومي. يحمل أستاذية في العلوم الإسلامية ويشغل خطة أستاذ أول للتعليم الثانوي. متزوج وله ابنان.

## صدر له بعد الثورة
ـ ما بعد العلمنة والأسلمة: مقاربات في الثورة والإسلام والحداثة، دار ورقة للنشر، تونس 2015.